# Lily Li
Lily Li (en chino: 李麗麗; Hong Kong británico, 14 de junio de 1950-Hong Kong, 27 de octubre de 2024) fue una actriz hongkonesa. Conocida por sus intervenciones en películas como The Young Master y series de televisión como The Bride with White Hair.

## Carrera profesional
A los once años, comenzó a entrenar en la Escuela de Actuación Shaw Brothers, donde le enseñaron mandarín, danza contemporánea, danza clásica, ballet y artes marciales.
En 1964, con 14 años, debutó en el largometraje La última mujer de Shang y en 1966 firmó un contrato exclusivo con el estudio Shaw Brothers. Tras unos años interpretando papeles secundarios, saltó a la fama cuando interpretó su primer papel protagonista en la película de 1970 The Wandering Swordsman, dirigida por Chang Cheh y protagonizada por David Chiang. Se convirtió en una de las actrices más populares de Shaw Brothers desde finales de la década de 1960 hasta la de 1970 y apareció en muchas películas de acción, siendo en su momento la protegida del experto en artes marciales, director y actor Liu Chialiang.
Al principio de su carrera con el estudio Shaw Brothers, apareció en muchos dramas de artes marciales y a menudo interpretó papeles de heroína inteligente e ingeniosa. Se incorporó a la cadena de televisión comercial Jiayi TV y protagonizó el papel principal de heroína en la serie de televisión The Bride with White Hair. Tras el colapso de Jiayi TV en 1978, viajó a Taiwán y protagonizó películas de artes marciales como Relentless Broken Blade y One Foot Crane. A principios de los ochenta, protagonizó algunos episodios para la cadena pública de Hong Kong RTHK de la serie Light and Shadow in my City.
Tras unirse a la cadena televisiva Asia Television, estelarizó varias series de televisión y continuó actuando en Taiwán en dramas como Elephant Flying Across the River y en filmes independientes como The Young Master y Dreadnaught.
En 1988, dejó ATV para unirse a las filas de TVB, donde intervino en varias series como The Final Combat, The Blood Hounds y State of Divinity. En 2020, renunció a la cadena tras 32 años de relación, y desde entonces se alejó de la actuación.

### Muerte
Falleció en Hong Kong el 27 de octubre de 2024, a los 74 años, a causa de un cáncer de pulmón.

## Premios y nominaciones
| Año  | Premio                | Categoría                                                                    | Trabajo                    | Resultado |
| ---- | --------------------- | ---------------------------------------------------------------------------- | -------------------------- | --------- |
| 2003 | TVB Aniversary Awards | Mi Actriz Favorita del Año (Mejor Actriz de Reparto)                         | Wai Leung en Better Halves | Nominada  |
| 2004 | TVB Aniversary Awards | Mi Actriz Favorita del Año (Mejor Actriz de Reparto)                         | Sra. Mang en Blade Heart   | Nominada  |
| 2018 | Premio Honorífico TVB | Premio de Honor a la Antigüedad y al Empleado Destacado: 30 años de servicio | –                          | Ganadora  |